# Осока їжакувата
{{#ifeq:0|0|{{#if:|{{#if:Carexechinata|[[]}}|}}}}
Осока їжакувата, осока їжакова (Carex echinata) — вид багаторічних трав'янистих рослин родини осокові (Cyperaceae). Етимологія: лат. echinus — «їжак», лат. -āta — жіночий прикметниковий суфікс, який вказує на володіння річчю або якістю. Належить до секції Carex sect. Stellulatae із підроду Carex subg. Vignea.

## Опис
Стебла 10–90 см. Листя 3–6 на стебло; нижні піхви листя світло-коричневого кольору; листові пластини світло-зелені, блискучі, складчасті, 5–40 см×0.7–3.3(3.8) мм. Суцвіття 0.7–7.8 см і містить 3–5 окремо розташованих колосків, які відокремлені один від одного відстанню до 7 мм. Сидячі колоски кулясті або яйцеподібні з діаметром від 4 до 7 мм і містять при основі чоловічі, а далі 5–11 жіночих квітів. Жіночі квітки мають дві приймочки. Плоди від овально-ланцетних до ромбічної-яйцеподібних, 2.8–4 мм, з дзьобом 1–1,5 мм, від жовто-коричневого до коричневого кольору. 2n = 58.

## Поширення
Північна Америка, Центральна Америка, Євразія (у тому числі Україна), Австралія, Нова Зеландія, Нова Гвінея Марокко й Макаронезія. Населяє мокрі, вапняно-піщано-глинисті болота (від кислих до основних) в трясовині, канави й вологі луки.

## Галерея

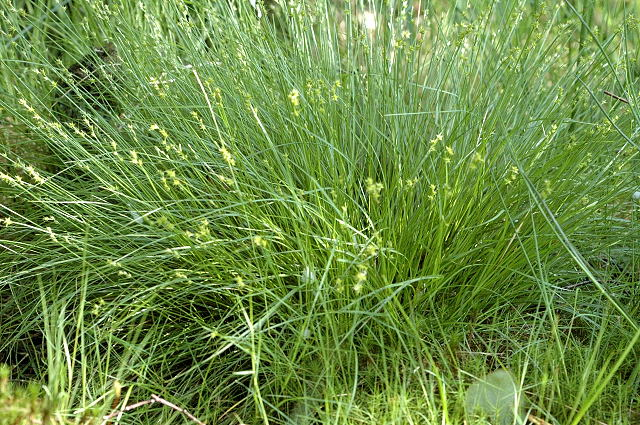
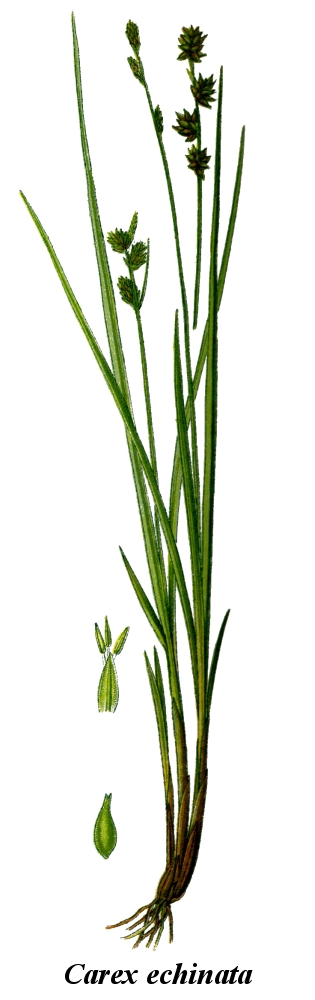